# Охлобистін Іван Іванович
Іва́н Іва́нович Охлоби́стін (рос. Иван Иванович Охлобыстин; псевдоніми: Іван, Іван Чужий, Леопольд Розкішний; нар. 22 липня 1966, будинок відпочинку «Полєново», Тульська область, РРФСР) — російський та радянський актор, режисер, сценарист, священнослужитель РПЦ, тимчасово заборонений у служінні. Відомий гомофобними та антиукраїнськими шовіністичними висловлюваннями, підтримкою сепаратистських терористичних організацій на території України та анексії Криму Росією. Занесений до переліку осіб, які створюють загрозу нацбезпеці України. Фігурант баз центру «Миротворець». Путініст. Підписав колективне звернення «Діячі культури Росії — на підтримку позиції Президента щодо України та Криму». В Україні заборонено його творчість.

## Життєпис
Його батько був 62-річним головним лікарем, а мати — 19-річною студенткою. Після школи Охлобистін вступив до ВДІК. Після служби в армії (служив у ракетних військах в Ростові-на-Дону) відновився в інституті. За короткий термін був обраний секретарем Союзу кінематографістів СРСР[джерело?]. В 1992 році закінчив режисерський факультет ВДІКу (майстерня Таланкіна). Його акторським дебютом стала картина «Нога» (реж. Н. Тягунов) — він отримав приз за найкращу роль на фестивалі «Молодість-91». Перший же сценарій Охлобистіна до фільму «Виродок» (реж. Р. Качанов) отримав номінацію на престижне «Зелене яблуко, золотий листок». Перша повнометражна режисерська робота Охлобистіна — «Арбітр» (з саундтреком гуртів «Пикник» і «Оберманекен») — отримала нагороду «Кінотавр» в категорії «Фільми для обраних». Також брав участь у театральних постановках. 16 лютого 1996 року у МХАТі відбулася прем'єра вистави за п'єсою Івана Охлобистіна «Злочинниця, або Крик дельфіна» (у постановці М. Єфремова).
Вдома у Охлобистіна є міні-колекція рушниць. Також актор має пристрасть до гарних годинників і мобільних телефонів.[джерело?] Входить до Союзу мисливців і рибалок Росії, а крім того — у Міжнародній асоціації айкідо Кіоку Реммей. Захоплюється ювелірною справою. За політичними переконаннями є монархістом.
У 2001 році в Ташкентській єпархії РПЦ рукопокладений у священика.

### Родина
Одружений з 1995 року на актрисі Оксані Охлобистіній (попадя Ксенія; до одруження — Оксана Володимирівна Арбузова). У подружжя шестеро дітей 1996—2006 років народження: два сина (Василь і Сава) і чотири дочки (Анфіса, Євдокія, Варвара та Іоанна).

## Нагороди та недавні роботи
Охлобистін отримав 17 нагород за найкращу режисуру, 9 нагород за найкращу акторську роль і 21 нагороду за найкращий сценарій.
Останніми його роботами в кіно як сценариста були картини «ДМБ» (реж. Р. Качанов), «Даун Хаус» (реж. Р. Качанов), «Сміттяр» (реж. Г. Шенгелія).
В 2007 році на екранах з'явився фільм «Параграф 78» (реж. М. Хлебородов), знятий за сценарієм Охлобистіна, який він написав ще в 1995 році.
Одна з останніх ролей — роль заввідділенням Андрія Бикова, серіал — «Інтерни».

## Відхід від кінематографа
Охлобистін пробував свої сили в політиці. Був членом екологічної партії «Кедр», яка йшла у владу з метою відродити в Росії інститут монархії.
У вересні 2011 р. Охлобистін заявив, що збирається висунути свою кандидатуру на президентських виборах РФ у 2012 році.
Свою прихильність до православ'я Охлобистін зробив публічним надбанням в 1998 році, ставши ведучим телепередачі «Канон». На початку 2001 року вийшов фільм «Даун Хаус» з його участю, і в цей же час стає відомо, що Охлобистін висвячений на священика архиєпископом Ташкентським Володимиром (Ікімом). Відбулася ця подія в Ташкентській єпархії. В кінці року Охлобистін повернувся до Москви, де влаштував презентацію свого короткометражного фільму про князя Данила. Причому це був перший фільм із циклу «Житія святих», в якому повинно бути, за задумом Охлобистіна, 477 серій. У тому ж 2001 році Президент Росії Володимир Путін нагородив Охлобистіна іменним золотим годинником N 239 «За заслуги перед Вітчизною».
Сан священнослужителя Охлобистін прийняв будучи вельми популярним актором і сценаристом. Оскільки православ'я негативно ставиться до акторської діяльності, Іван на час залишив цю професію і виступав лише в ролі сценариста. Проте до 2008 року Охлобистін знову повернувся до акторської діяльності, пояснюючи це потребою заробітку.
У 2005 році вийшла його книга «XIV принцип», написана в жанрі фантастики.

## З 2005 року
До 2005 року отець Іоанн служив у храмі святителя Миколая в Заяїцькому, що розташований на Раушській набережній річки Москва. Після — в храмі Софії Премудрості Божої на Софійській набережній.
Веде передачу «Зграя» на радіостанції Російської служби новин.
Веде колонку в мультимедійному співтоваристві «Сноб».
Гариком Сукачовим знятий фільм «Будинок Сонця» за сценарієм Охлобистіна.
У фільмі «Змова», який зняв режисер Станіслав Лібін, Іван Охлобистін виконав роль Григорія Распутіна.
Зараз Охлобистін знову активно включився у знімальний процес. В 2009 році вийшли відразу кілька фільмів з його участю: «Куля-дурка», відбулася прем'єра фільму «Цар». Знімається в головній ролі телесеріалу «Інтерни»
26 листопада 2009 року в новинних стрічках з'явилося повідомлення про те, що Охлобистін попросив Патріарха Кирила звільнити його від служіння через «внутрішні протиріччя».
8 лютого 2010 року Патріарх Кирил, на прохання самого Івана Охлобистіна, відсторонив його від священнослужіння, заборонивши носіння одежі священика та ієрейського хреста. Патріарх відзначив, що якщо священик Іоанн Охлобистін зробить «остаточний і однозначний вибір на користь пастирського служіння», то його тимчасова заборона в служінні може бути знята.

## Погляди
У Росії Охлобистіна звинувачують у гомофобії, свого часу він вимагав від президента Путіна повернути у Кримінальний кодекс Росії статтю за мужолозтво, а пізніше заявив, що геї та лесбійки не заслуговують виборчих прав і їх потрібно відправити до армії — мити тарілки. Цитата актора:
|  | Я б їх усіх живцем у пічку запхав. Це Содом і Гоморра, я як віруюча людина не можу до цього ставитися байдуже, це жива небезпека моїм дітям. |

Під час Євромайдану, у своєму акаунті, в мікроблозі Твіттер, висловив підтримку спецпідрозділу «Беркут» у боротьбі з народом, аргументувавши це словами: «Солдати не винні, вони виконують наказ». Також, Охлобистін зазначив, що, якщо б був в Україні, то уже почав би формувати альтернативний уряд на південно-східній частині України. Через деякий час Охлобистін зізнався, що був не правий і попросив вибачення у всіх, кого такі висловлювання образили. Також він написав, що і росіяни і українці солідарні в одному — «ловити Януковича і судити, як бандита і зрадника».

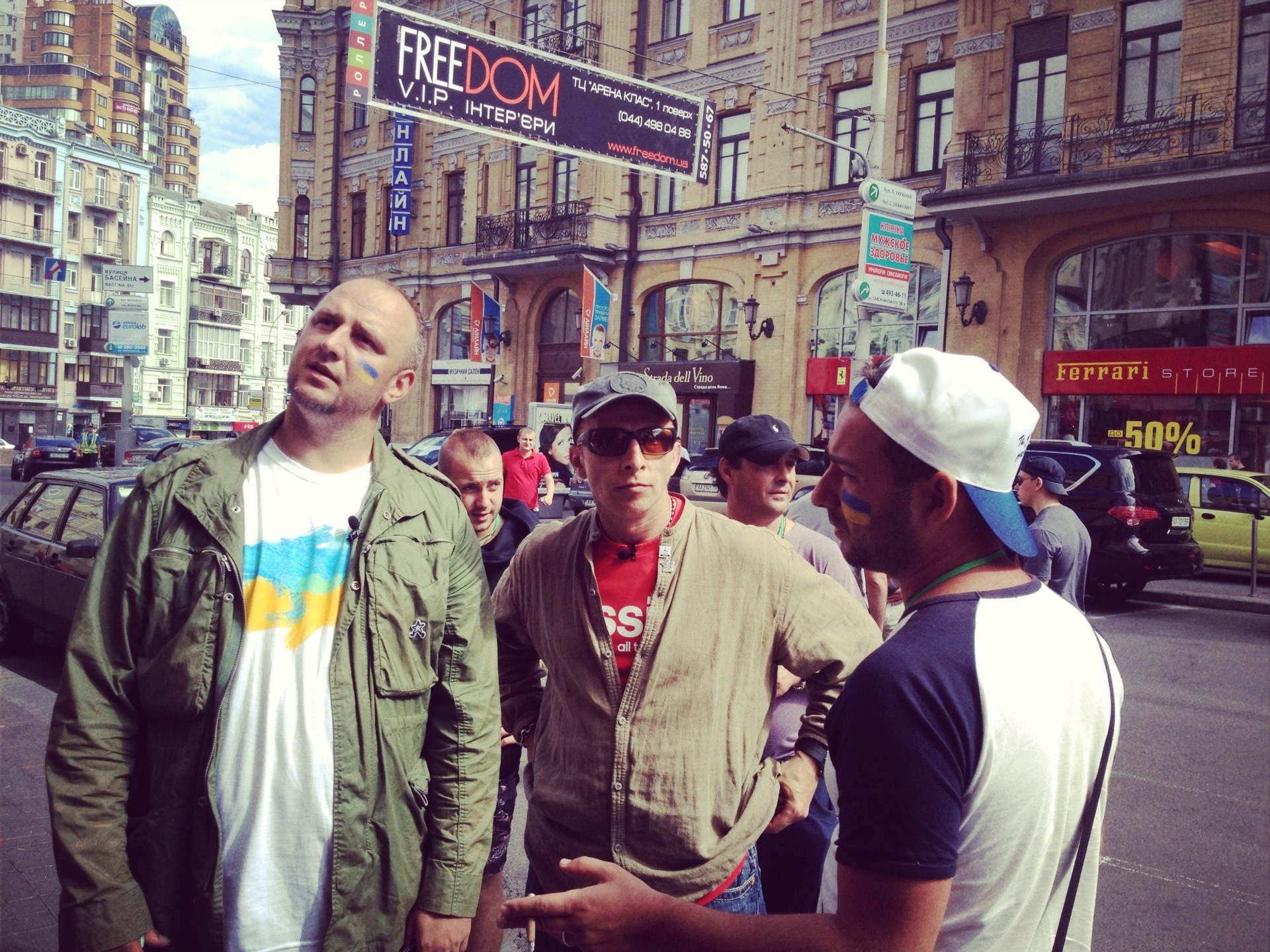
Потап і Іван Охлобистін в Києві, 2012 рік

Охлобистін одним із перших підписав скандального листа на підтримку дій президента Росії Володимира Путіна в Криму та Україні.
Охлобистін неодноразово публікував в соціальних мережах повідомлення україноненависницького та шовіністичного характеру. Так, зокрема, до авторства Охлобистіна входять такі висловлювання:
|  | Звірі, сп'янілі від пролитої крові своїх співвітчизників, зомбі, одурманені євросодомською брехнею, скнари, обкрадені країною ідіотки Псакі і володаря зла Обами, юди, які зрадили слов'янський світ, адепти сатани. (про українців) |

|  | Я хочу щоб у вас попідривали усі енергоблоки, щоб ви всі повмирали. (у зверненні до українців) |

30 листопада 2014 року в ході російсько-української війни, незважаючи на винесену СБУ заборону на в'їзд до України, Охлобистін відвідав самопроголошену Донецьку народну республіку. Метою його візиту, за словами актора, були презентація нового фільму та підтримка так званої Новоросії. Під час візиту Охлобистін привіз подарунки для ватажка терористів Мотороли та його дружини. Тоді ж актор висловив думку щодо ролі російського народу у світі:
|  | У кожної нації є своя національна ідея. І, на жаль, у хворобливому своєму піку вона зводиться до світового панування. І тільки в російського народу ця національна ідея протилежна: навпаки, ця національна ідея полягає, щоб не допустити реалізації національних ідей всіх інших народів. Щоб нікому не було можливо..е-е..не було можливо..захопити весь світ. |

Охлобистін підтримує ідею окупації Одеси та заявляв у 2014, що хотів би зустріти Новий рік в Одесі, в театрі Опери та балету:
| Ось подумалось: а чи не провести мені "Духовні Бесіди" на Новий рік, в Одесі, в Оперному театрі? Люблю це містоОригінальний текст (рос.) Вот подумалось: а не провести ли мне "Духовные Беседы" на Новый год, в Одессе, в Оперном театре? Люблю этот город |

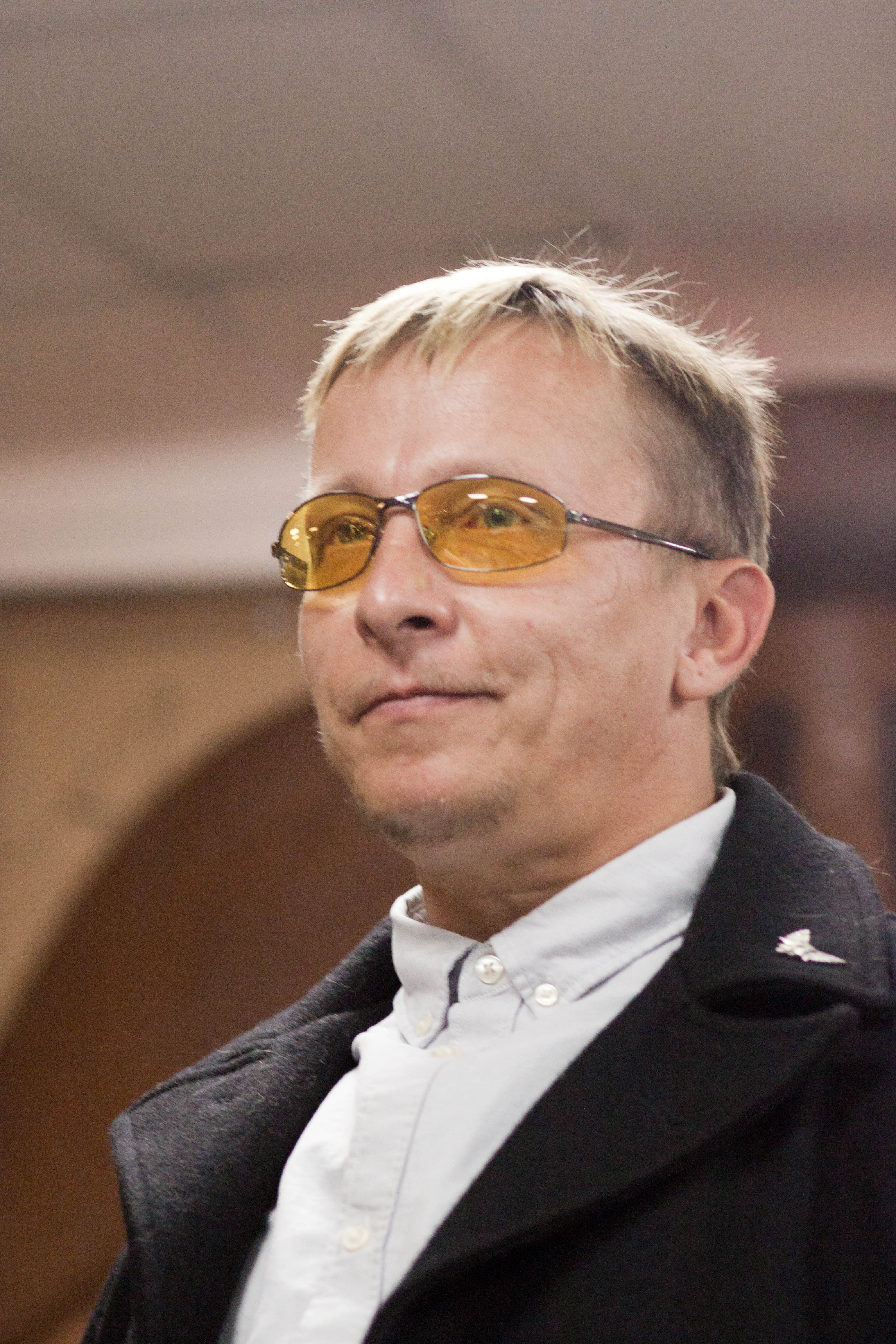
Іван Охлобистін на презентації книги «Магніфікус II» Вересень 2017 року

У січні 2015 року в мережі інтернет з'явилось відео із записом пісні на підтримку сепаратистів, у якому, окрім Охлобистіна, також взяли участь російські музики Гарик Сукачов та Олександр Скляр.
Іван Охлобистін проповідує рашизм і вважає, що «рашизм — це вибір мудрого» та доводить вірність своїм переконанням татуюванням на руці, яке він називає «тавро рашиста».. Він висловлюється про рашизм так:

| Рашизм — це добре. Це консолідарно, інтернаціонально, прогресивно. Рашизм — це здатність вважати себе причетним до чогось глибоко правильного, духовного, того що веде свій витік від розуміння, що Росія зараз - це останній бастіон, що стримує чорну хвилю безликого індивідуалізму, цинічного споживацтва, звірячої похоті і байдужої жорстокості. Рашизм — це живе, тремтяче серце, сповнене вірою у можливість зробити кожну людину на землі щасливою. Рашизм — це ідеологія героя. Рашизм — це поезія закоханого. Рашизм — це милосердя святого. Рашизм — це вибір мудрого. Я був би гордий, якби мене вважали рашистом. Я б постарався відповідати, цьому високому імені. Хай живе рашизм![26] Оригінальний текст (рос.) Рашизм — это хорошо. Это консолидарно, интернационально, прогрессивно. Рашизм – это способность считать себя сопричастным чему-то глубоко правильному, духовному, ведущему свой исток от понимания, что Россия сейчас — это последний бастион, сдерживающий черную волну безликого индивидуализма, циничного потребительства, звериной похоти и равнодушной жестокости. Рашизм – это живое, трепещущее сердце, исполненное верой в возможность сделать каждого человека на земле счастливым. Рашизм – это идеология героя. Рашизм – это поэзия влюбленного. Рашизм — это милосердие святого. Рашизм – это выбор мудрого. Я был бы горд, если бы меня считали рашистом. Я бы постарался соответствовать, этому высокому имени. Да здравствует рашизм! |
29 березня 2019 сканадальний актор разом з Михайлом Пореченковим записали відеозвернення на підтримку кандидата в президенти Володимира Зеленського.
12 серпня 2021 в інтерв'ю пропагандистки Діани Каді закликав Путіна бомбити міста України та вбивати українців.
Після признання Президентом РФ ДНР та ЛНР, Охлобистін казав, що не варто тільки на цьому зупинятися і те що «такий історичний казуз як Україна має зникнути».
Після повномаштабного вторгнення Росії в Україну, Охлобистін підтримав російських військових, а також організував флешмоб «Работайте, братья» в рамках якого зачитав вірш з фільма «Брат 2».
30 вересня 2022 у центрі Москви відбувся концерт на підтримку «приєднання» південного сходу України до Росії на якому Охлобистін закликав до
«священної війни» та використав вигук опричників Івана Грозного «Гойда».

| Існує такий давньоросійський... вигук «Гойда», що означає заклик до негайної дії... Як же нам не вистачає зараз таких бойових кличів! Гойда, брати та сестри! Гойда! Бійся, старий світе, позбавлений істинної краси, істинної віри, істинної мудрості, керований безумцями, збоченцями, сатаністами ! Бійся! Ми йдемо! Гойда! Оригінальний текст (рос.) Существует такое древнерусское... междометие «Гойда», означающее призыв к немедленному действию... Как же нам не хватает сейчас таких боевых кличей! Гойда, братья и сëстры! Гойда! Бойся, старый мир, лишенный истинной красоты, истинной веры, истинной мудрости, управляемый безумцами, извращенцами, сатанистами! Бойся, мы идëм! Гойда! |

## Реакції на дії та погляди
Влітку 2014 року після антиукраїнських і шовіністичних висловлювань українці оголосили бойкот Охлобистіну.
Охлобистін став об'єктом уваги активістів кампанії «Бойкот російського кіно». Із початку грудня 2014 року активісти почали вимагати заборонити показ фільмів в Україні за участі актора. З того часу Державне агентство України з питань кіно запланувало скасувати прокатні посвідчення фільмів із участю Охлобистіна, про що повідомив віце-прем'єр, міністр культури України В'ячеслав Кириленко.
У Росії під час моноспектаклю Охлобистіна «Духовні бесіди» чоловік із Тульської області вручив актору пляшку наповнену нібито кров'ю. Під час вручення він пояснив, що це є кров українського та російського народів, а Охлобистін спраглий до неї, оскільки постійно закликає захопити Україну, ввести війська та хоче, щоб всі українці померли.
1 грудня 2014 скандально відомий актор Михайло Пореченков підтримав приїзд до Донецька 30 листопада свого колеги Івана Охлобистіна.
9 грудня 2014 року Державне агентство України з питань кіно заборонило до показу в Україні 71 фільм та серіал за участю Охлобистіна. У відомстві зазначили: «Заборона пов'язана з тим, що вищеназвана особа, нехтуючи забороною в'їзду до України, 30 листопада прибула до міста Донецьк, де виявила підтримку терористичній організації так званій „ДНР“. Під час цього візиту, як і у своїх попередніх заявах, широко посіяних в ЗМІ, Охлобистін пропагував фашизм і неофашизм, закликав до війни проти України та повалення конституційного ладу, розпалював міжетнічну та релігійну ворожнечу, принижував українців за національною ознакою.»
На початку січня 2015 року Служба безпеки України повідомила, що оголосила в розшук усіх російських акторів і музикантів, які приїздили на окуповані території Донбасу.
29 листопада 2016 року Охлобистін написав заяву з проханням про надання громадянства терористичної самопроголошеної ДНР. Наступного дня прохання було задоволено. Голова невизнаної республіки Олександр Захарченко надав Охлобистіну паспорт ДНР. 2 грудня 2016 року Служба безпеки України відкрила кримінальне провадження проти Івана Охлобистіна за ч. 1 ст. 258-3 Кримінального кодексу України (створення терористичної групи чи терористичної організації).
Після визнання Росією так званих ДНР і ЛНР і до вторгнення Росії в Україну Охлобистін побажав не зупинятися на цьому і заявив, що «такий історичний казус, як Україна, повинен зникнути»
У 2022 році Іван Охлобистін підтримав вторгнення Росії в Україну, а також організував флешмоб «Работайте, братья», в рамках якого зачитав вірш із фільму «Брат 2». Його висловлювання зазнали критики Дмитра Назарова, який присвятив йому вірш, що почався з рядків: «Какая „гойда“, парень? Ти опричник? Ти пес ланцюговий божевільного царя?». Також у ньому були озвучені слова: «Таке навіть думати непристойно, адже це гасло брудного злодія».

## Санкції
В кінці жовтня 2014 року СБУ заборонила Охлобистіну в'їзд до України. Схожі рішення щодо актора у жовтні—листопаді оголосили Латвія та Естонія.
19 жовтня 2022 року внесений до санкційного списку України.
У червні 2024 року ЄС ввела санкції проти Охлобистіна.
У березні 2025 року СБУ заочно повідомила Охлобистіну про підозру за підтримку російської агресії проти України.

## Фільмографія

### Актор
- 1983 — Обіцяю бути! — Міша Стрекозін
- 1989 — Маркун (короткометражний)
- 1991 — Нога — Валера Мартинов (під псевдонімом Іван Чужой)
- 1992 — Арбітр — Андрій
- 1993 — Виходець з метро
- 1993 — Над темною водою (під псевдонімом Іван Чужой) — син Лева
- 1994 — Хоровод
- 1995 — Манія Жизелі (під псевдонімом Леопольд Розкішний) — Серж Лифар
- 1995 — Притулок комедіантів — Іван
- 1996 — Чоловік для молодої жінки — режисер
- 1997 — Старі пісні про головне 2 (ТБ)
- 1997 — Криза середнього віку — кримінальний бос, морячок
- 1997 — Три історії — лікар
- 1998 — Хто, якщо не ми — патологоанатом
- 1998 — Мамо, не горюй — племінник
- 1999 — «8 1/2 $» — Гера Кремів
- 1999 — Максиміліан — професор
- 2000 — ДМБ — особіст-контррозвідник
- 2000 — Замість мене — водила з острова
- 2001 — Даун Хаус — Парфен Рогожин
- 2001 — Чорна кімната
- 2007 — Змова — Григорій Распутін
- 2009 — Пуля-дура — Стас (Дзен)
- 2009 — Шалений янгол — Кеша, помічник Муромцева
- 2009 — Пітерські канікули
- 2009 — Фига.Ro
- 2009 — Цар — блазень Івана Грозного Вассіан
- 2009 — Бєляєв
- 2009 — Іронія любові — орнітолог Котелевський
- 2009 — Москва, я люблю тебе!
- 2009 — Зона турбулентності
- 2010 — Псевдонім для героя
- 2010 — Generation П — Малюта
- 2010 — Будинок Сонця — лектор
- 2010 — Чапаєв Чапаєв — Чапаєв
- 2010 — Поцілунок крізь стіну
- 2010 — Інтерни — лікар-терапевт Андрій Євгенович Биков
- 2010 — Іронія кохання
- 2011 — Службовий роман. Наш час — психолог
- 2011 — Суперменеджер, або Мотика долі — олігарх Генріх Робертович Штерн (Торін)
- 2012 — Соловей-Розбійник — Соловей-Разбойник

### Сценарист
- 1992 — Арбітр
- 1993 — Виродок
- 1997 — Митар
- 1997 — Криза середнього віку
- 1999 — Дух
- 1999 — Максиміліан
- 2000 — ДМБ
- 2000 — Даун Хаус
- 2001 — Сміттяр
- 2001 — Свято
- 2002 — Початок шляху
- 2007 — Параграф 78: Фільм перший
- 2007 — Параграф 78: Фільм другий
- 2008 — Антикілер 3
- 2008 — Будинок Сонця
- 2009 — Москва, я люблю тебе!
- 2010 — Партизани

### Режисер
- 1988 — Нісенітниця. Розповідь ні про що (короткометражний)
- 1989 — Руйнівник хвиль (короткометражний)
- 1992 — Арбітр
- 2009 — Москва, я люблю тебе!

### Нагороди
За свою кінематографічну діяльність Іван Охлобистін має 17 нагород за найкращу режисуру, 9 нагород за найкращу акторську роль і 21 нагороду за найкращий сценарій.
- Приз «Срібний Орел» за найкращу режисуру на МКФ в Чикаго (1989, за фільм «Руйнівник хвиль»)
- Приз глядацьких симпатій на МКФ фільмів для молоді в Потсдамі (1989, за фільм «Руйнівник хвиль»)
- Дипломант Кінофестивалю «Молодість-91» (1991, за роль у фільмі «Нога»)
- Приз за найкращу акторську роботу у конкурсі «Фільми для обраних» на Кінофестивалі «Кінотавр» (1992, за роль у фільмі «Нога»)
- Приз за найкращу режисерську роботу у конкурсі «Фільми для обраних» на Кінофестивалі «Кінотавр» (1992, за фільм «Арбітр»)
- Приз за найкращу режисуру на КФ «Друга прем'єра» в Москві (1992, за фільм «Арбітр»)
- Приз за найкращу режисуру на МКФ у Кемпері (1993, за фільм «Руйнівник хвиль»)
- Премія «Золотий Овен» За найкращий сценарій (2000, за фільм «ДМБ»)
- Іменний золотий годинник № 239 «За заслуги перед вітчизною» (2001)
- Премієя «Телезірка» у номінації «Актор року» (2010) (Україна)
- Премієя «Телезірка» у номінації «Улюблений актор» (2012) (Україна)